# س. هرشل (دهانه)
س. هرشل یک دهانه برخوردی در ماه است.